# Kantenwürfel
Der Kantenwürfel ist in der Heraldik eine gemeine Figur und als Wappenfigur eine Sonderform der heraldischen Raute.
Dargestellt wird ein auf der Spitze stehendes Quadrat. Die Tingierung erfolgt in der Regel für alle Kantenwürfel in einem Wappen einheitlich. Verwendet wird diese Figur beispielsweise einzeln, in Zwei–Eins-Stellung, oder, und das ist wichtig, sich mit den Ecken berührenden genügenden Anzahl als Kantenwürfelbalken bzw. Kantenwürfelpfahl. Letztere zwei Heroldsbilder werden auch nur mit Würfelbalken oder Würfelpfahl beschrieben und bestehen in der Regel aus mindestens fünf Quadrate.
Ein Sonderfall: Beim Kantenwürfelpfahl wird bei der geraden Lage der Einzelelemente durch die versetzten Weise in rechten und linken Kantenwürfelpfahl unterschieden, je nach Beginn am oberen Schildrand.
Kreuzen sich Balken und Pfahl entsteht ein Kantenwürfelkreuz. Das Kreuz besteht ebenso mindestens aus fünf maximal neun Kantenwürfel, vier oder acht bilden die Kreuzarme und einer den Kreuzkörper.
Im Wappen der Stadt Döttesfeld sind vier Kantenwürfel in einer eingebogenen blauen Spitze 1:2:1 gestellt. Auch Eisenach (Eifel) hat einen Kantenwürfel im Wappen.

2:1 gestellte Kantenwürfel
Kantenwürfelkreuz
Ötzingen Sieben in Silber pfahlgestellte rote Kantenwürfel